# Audi S4

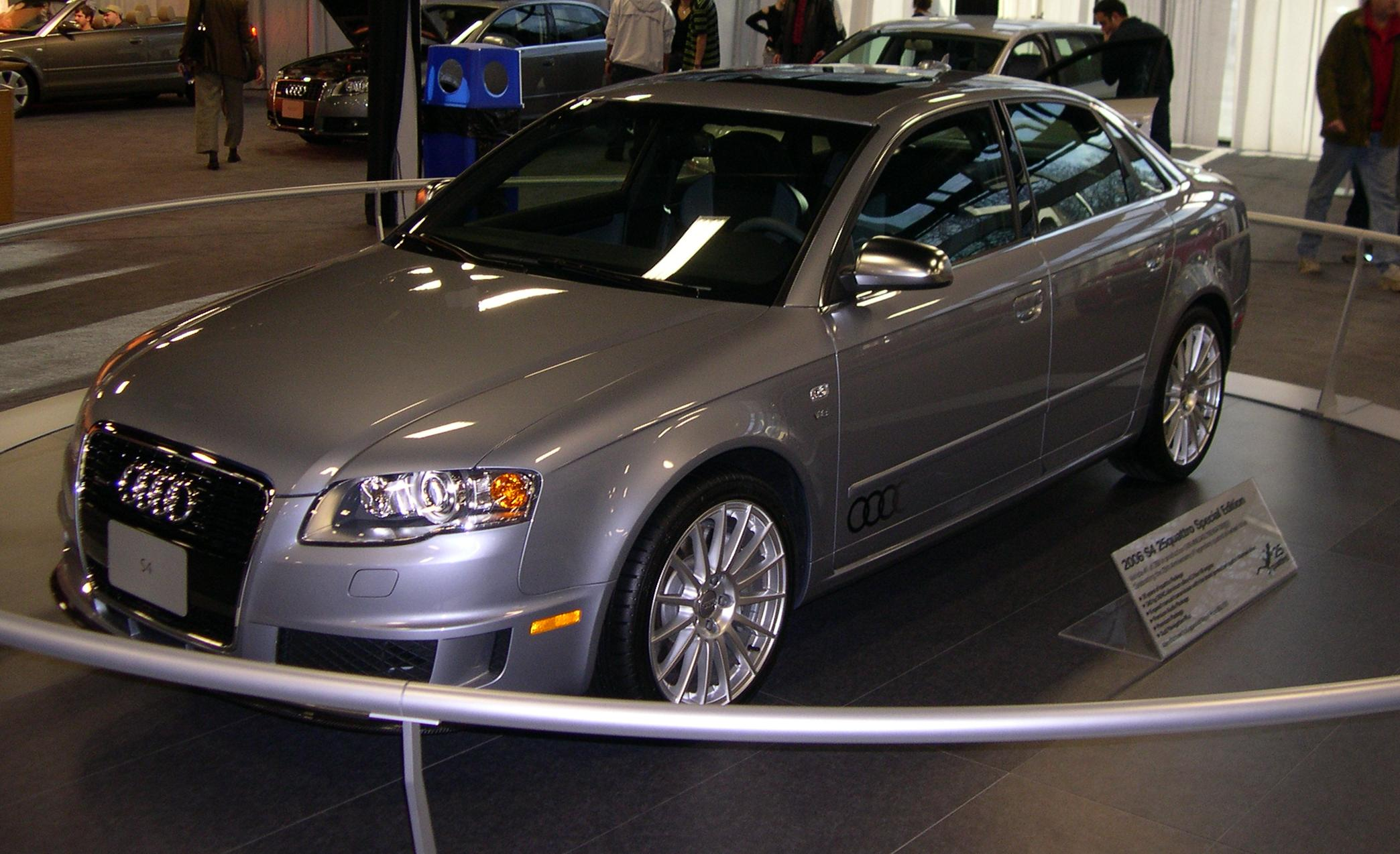
Senaste generationen Audi S4 (årsmodell 2006).

Audi S4 är en bilmodell från Audi som började tillverkas 1991 och tillverkas fortfarande. Bilmodellen finns även i en extremare version, Audi RS4.

## Typ C4
Från början var Audi S4 toppmodell av Audis storbil Audi 100 C4 som lanserades 1990. Motorn var densamma som i den mindre sportmodellen S2, dvs en, 2,2 liters rak 5:a med dubbla överliggande kamaxlar, 20 ventiler, turbo och en maxeffekt på ca 230 hk och 350 nm i vridmoment. Senare kom det även en större 4,2-liters V8-motor med 32 ventiler och 280 hk. Modellen hade Audis permanenta fyrhjulsdrift Quattro som standard. Den fanns som 4-dörrars sedan och som kombi. Audi 100-baserade S4 tillverkades fram till 1994 då den fick lämna plats åt en ansiktslyft version kallad Audi S6 som baserades på samma bil. Namnbytet var till för att man planerade en mindre S4 baserad på den kommande Audi A4 som ersättare till S2:an.

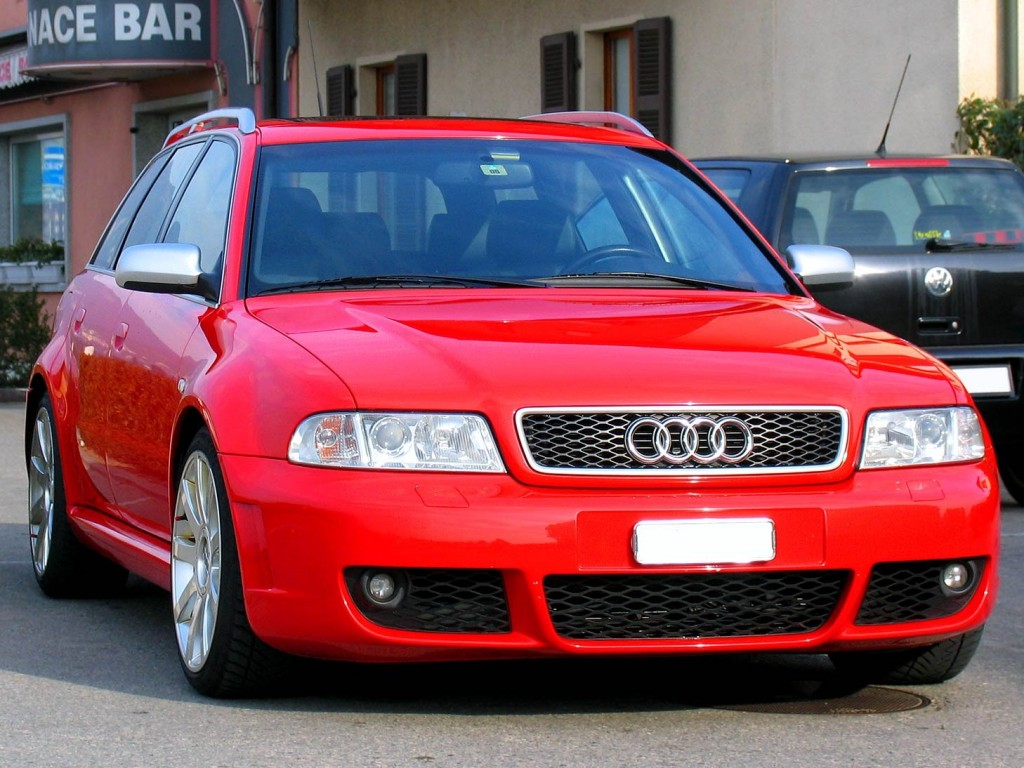
Första generationen Audi RS4.

## Typ B5
Den andra generationen Audi S4 var som tidigare nämns en toppmodell av Audi A4 och presenterades 1998 som ersättare till Audi S2. Den hade en 30-ventilers 2,7-liters V6:a med dubbla turbo och utvecklade 265 hästkrafter.
Kraftöverföringen bestod av en 6-växlad manuell växellåda och permanent fyrhjulsdrift, Quattro som var standard även på denna modell.
År 2001 presenterades ännu en variant kallad Audi RS4 som var tänkt som en ersättare till Audi/Porsche RS2.
Denna modell utvecklade Audi själva till skillnad från föregångaren som utvecklades i ett samarbete med Porsche. Motorn var densamma som hos Audi S4, dvs en 30v V6-motor med dubbla turbo. Denna motor hade trimmats ytterligare av Cosworth och gav nu hela 380 hk. Precis som hos föregångaren RS2 fanns även denna modell bara som kombi. Denna modell tillverkades fram till 2001 i stort sett oförändrad.

## Typ B6
År 2003 var det dags för en ny S4 baserad på den två år tidigare lanserade Audi A4 B6. Denna modell hade en ny V8-motor på 4,2 liter och utvecklade 344 hk. Som vanligt för att följa traditionerna fanns denna modell också med permanent fyrhjulsdrift, Quattro. År 2005 fick Audi A4 B6 en ansiktslyftning och blev då kallad Audi A4 B7, detta år presenterades den nya RS4. Den har en 4,2-liters FSi V8-motor som utvecklar 420 hk. Denna modell tillverkades i tre utföranden. Sedan, kombi och cabriolet. Uppföljaren till denna lanserades hösten 2009 i form av den nya Audi A5-baserade RS5. Audi RS5 har fått en något modifierad 4,2-liters V8-motor, som istället levererar 450 hk.